# Atractocarpus stipularis
Atractocarpus stipularis là một loài thực vật có hoa trong họ Thiến thảo. Loài này được (F.Muell.) Puttock ex P.S.Green mô tả khoa học đầu tiên năm 1990.